# Crano
Crano es, en la mitología romana, un hijo de Jano y Crane, quien en honor a su madre acotó un bosque a orillas del Tíber para rendirle culto, instituyendo para ello una fiesta anual.Reinó sobre los aborígenes durante cincuenta y cuatro años.

## Descripción
En la mitología romana, Crano es una figura menos conocida que su padre Jano y su madre Crane. Jano es un dios romano de las puertas, los pasajes y las transiciones, a menudo representado con dos caras, una mirando hacia adelante y otra hacia atrás, simbolizando su capacidad para ver el pasado y el futuro. Crane, por otro lado, es una figura menos prominente y su identidad y funciones en la mitología romana no están bien documentadas.
Crano, por lo tanto, es un personaje relativamente oscuro y poco mencionado en la mitología romana. No hay mucha información disponible sobre él en las fuentes clásicas, debido a que la mayoría de las historias y la atención mitológica se centran en su padre Jano y en otros dioses más prominentes del panteón romano, como Júpiter, Marte, Venus y Mercurio.